# Aeroporto de Berlim-Schönefeld

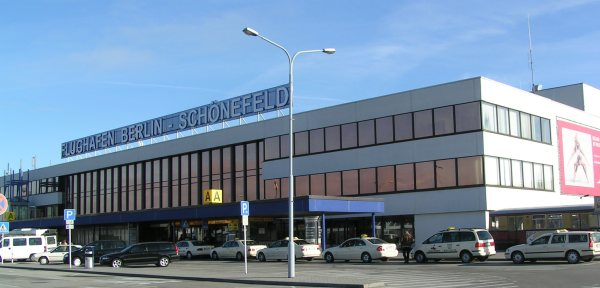
Prédio principal.

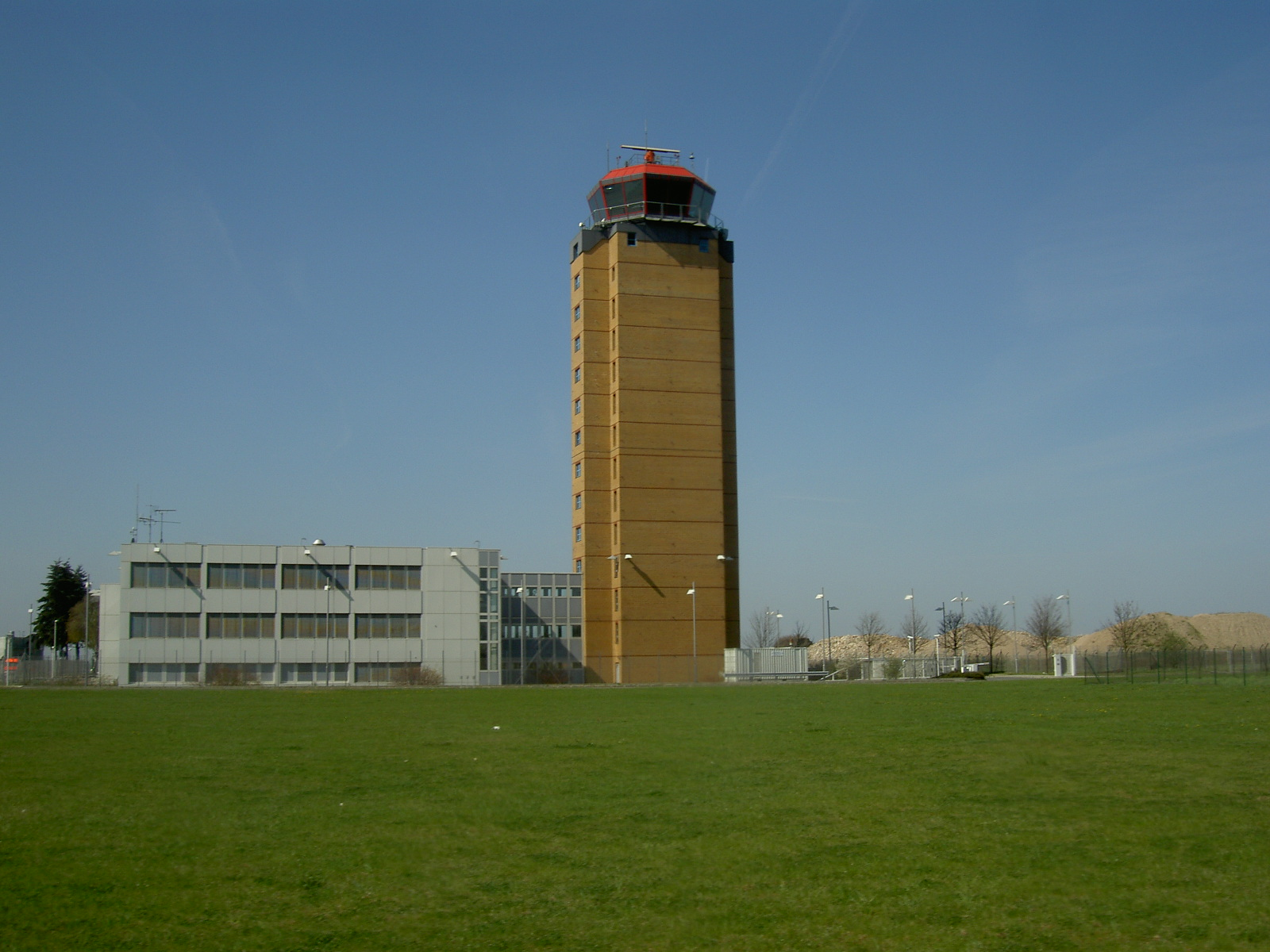
Torre de controle.

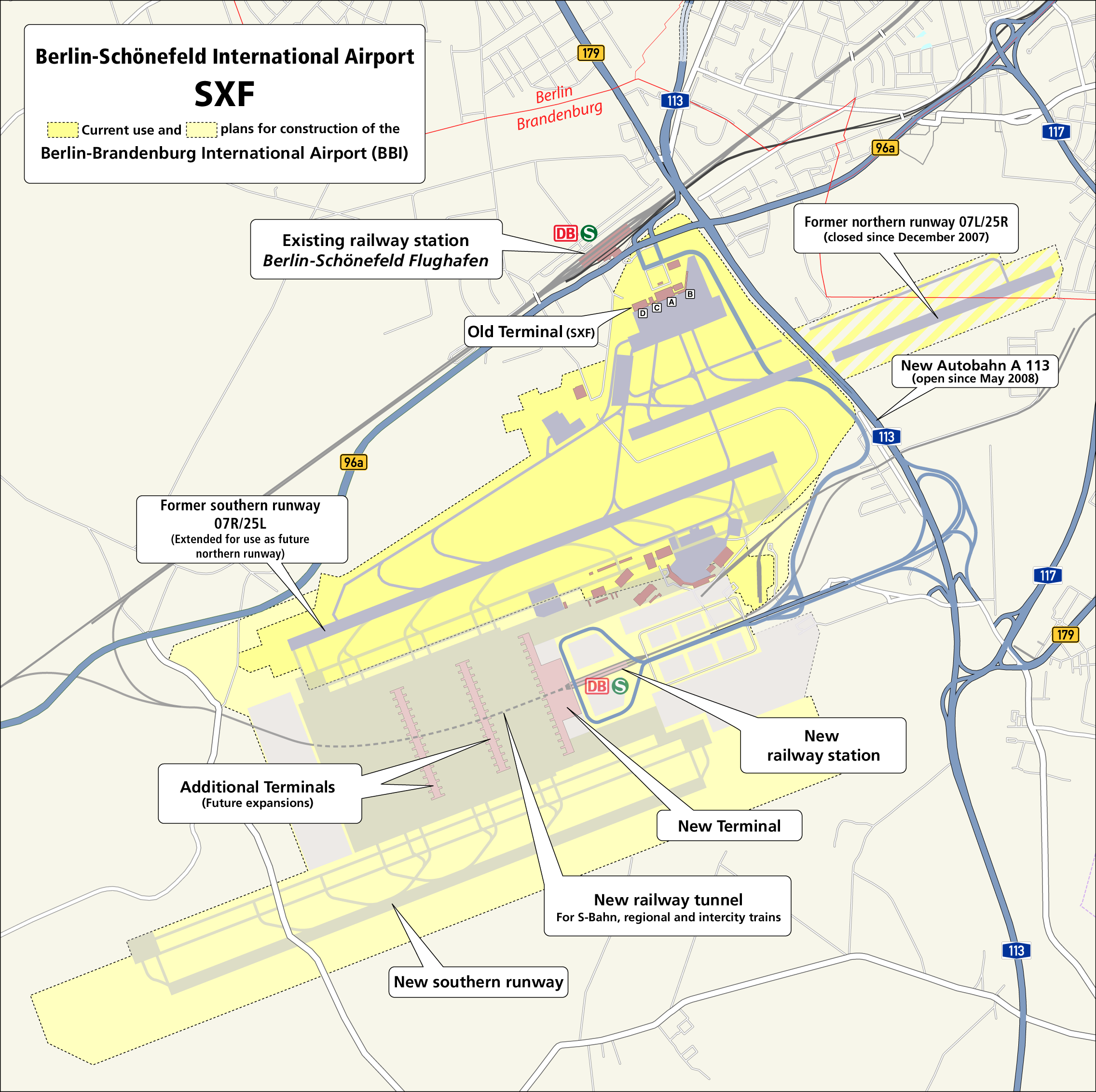
Mapa do atual Schoenefeld e do futuro Berlim-Brandemburgo.

O Aeroporto de Berlim-Schönefeld (IATA SXF, ICAO: EDDB) foi um aeroporto localizado na cidade de Schönefeld, no estado alemão de Brandemburgo, no qual Berlim é um enclave. 
Conhecido na Alemanha como Flughafen Schönefeld, era o aeroporto principal da Alemanha Oriental.
Em 2020 , foi inaugurado o novo Aeroporto de Berlim Brandemburgo, que utiliza a pista atual do Schönefeld. Após sua entrada em operação foram desativados os aeroportos de Schönefeld e o Tegel. O encerramento das operações do Tempelhof, em 2008, deu-se pelo mesmo motivo.  

## Voos para Portugal
-  Aeroporto de Lisboa - Easyjet e Ryanair (início em 30 de outubro de 2016)
- Aeroporto do Porto - Ryanair